# Amalienburg

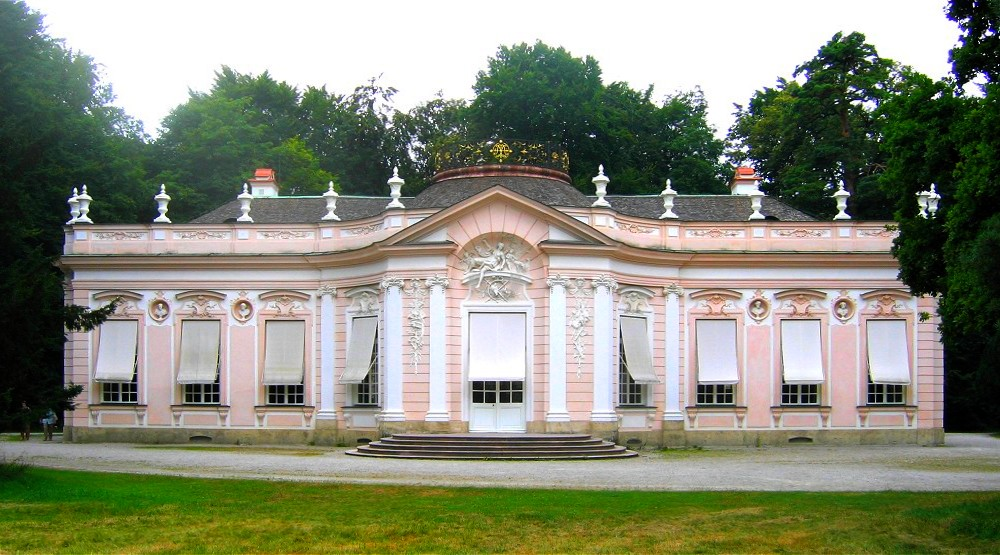
L'esterno

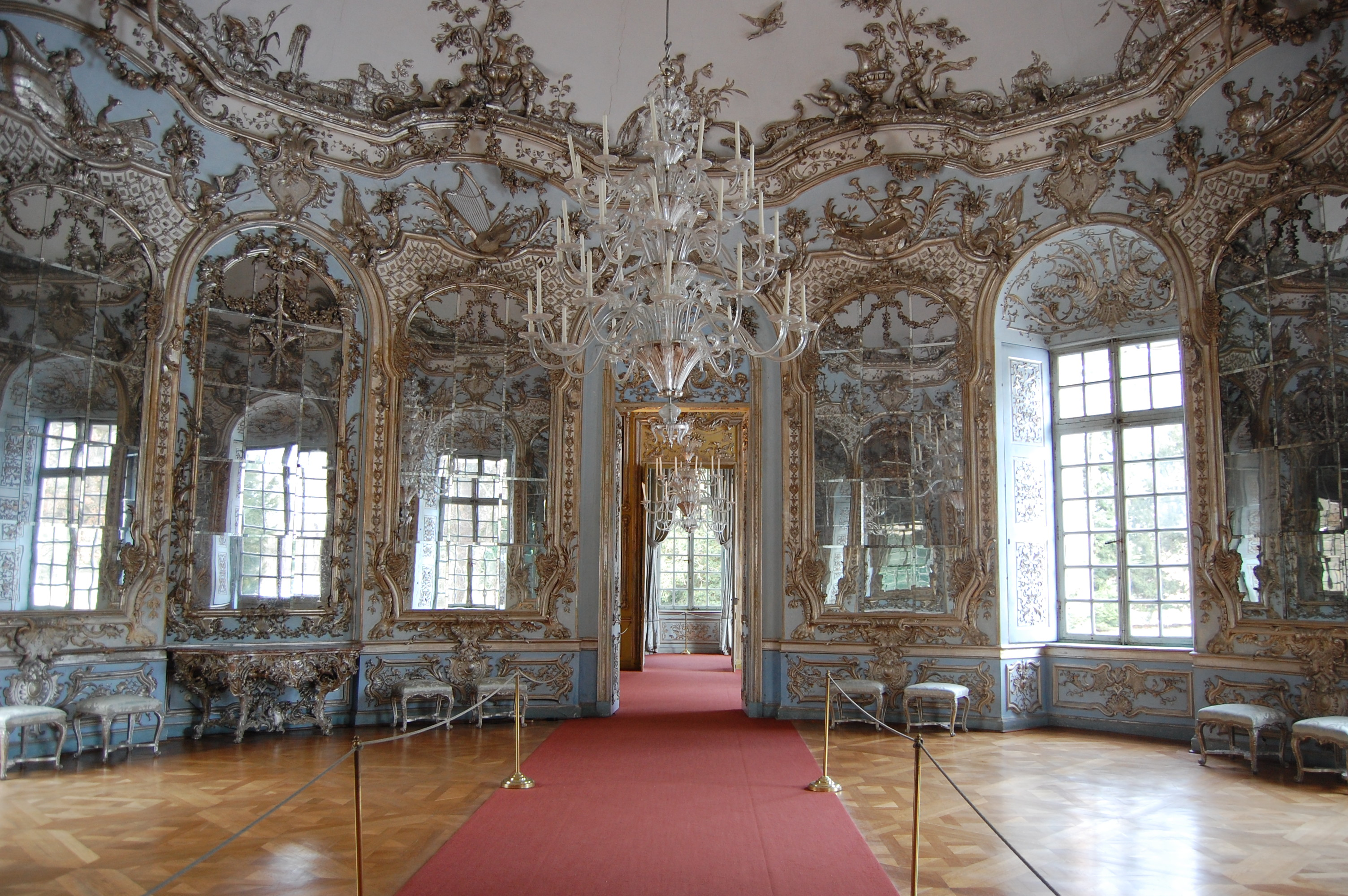
Sala degli Specchi

Amalienburg è un padiglione di caccia in stile rococò situato all'interno del parco nel castello di Nymphenburg, a Monaco di Baviera.
L'edificio venne costruito tra il 1734 e il 1739 dall'architetto fiammingo François de Cuvilliés il vecchio su commissione dell'imperatore Carlo VII che desiderava farne dono alla moglie Maria Amalia, grande appassionata di caccia (si dice infatti che amasse stare più con i suoi cani che non con le sue damigelle).

## Struttura
L'edificio presenta una pianta simmetrica costituita da una grande sala centrale affiancata da due ali. 
La sala centrale, realizzata da Johann Baptist Zimmermann e Joachim Dietrich, è denominata Sala degli specchi, per via dei grandi specchi che la decorano. I colori dominanti della sala sono l'argento e l'azzurro, colori nazionali della Baviera. L'ornamento è costituito da stucchi rappresentanti pappagalli, animali all'epoca rari in Europa, e da un imponente lampadario in vetro di Murano. Una grande vetrata chiude il lato della sala prospiciente l'ingresso. La sala è sovrastata da un terrazzino. 
Le due ali, simmetriche, sono composte da una coppia di stanze. I locali adiacenti alla sala centrale, decorati da affreschi realizzati da Peter Jacob Horemans, rappresentanti paesaggi e incorniciati da stucchi, contengono entrambi un camino e lampadari in vetro di Murano di dimensione inferiore rispetto a quello della sala principale. Queste stanze portano ognuna a una seconda stanza di servizio: una adibita a canile e a deposito per i fucili e per la cacciagione, l'altra usata come salottino e collegata a una cucina rivestita da piastrelle decorate.